# Државни пут 233
Државни пут IIА реда 233 је регионални пут у јужној Србији. Пут повезује долину Јужне Мораве са клисуром реке Пчиње, манастиром Прохор Пчињски и македонском границом.

## Траса пута
| \| \| \| \| Везе \| \| -- \| ----------------------- \| \| ---------------------- \| \| 0 \| Давидовац \| \| Врање, Бујановац \| \| 11 \| Света Петка \| \| Трговиште \| \| 22 \| Манастир Прохор Пчињски \| \| \| \| 25 \| Прохор Пчињски \| \| Куманово ( Македонија) \| |                         |  |                        |
| |                         |  | Везе                   |
| 0 | Давидовац               |  | Врање, Бујановац       |
| 11 | Света Петка             |  | Трговиште              |
| 22 | Манастир Прохор Пчињски |  |                        |
| 25 | Прохор Пчињски          |  | Куманово ( Македонија) |